# Desiree van Lunteren
Desiree van Lunteren és una centrecampista de futbol internacional pels Països Baixos, amb 26 internacionalitats des del 2012.
Ha jugat un Mundial (2015) i una Eurocopa (2013), va arribar als vuitens de final en el Mundial i va caure en la primera fase a l'Eurocopa. Amb les categories inferiors va arribar a les semifinals de l'Eurocopa sub-19 al 2010.
Juga a l'Eredivisie del Països Baixos, actualment a l'Ajax. Amb l'AZ va jugar la Lliga de Campions.

## Trajectòria
| Temporades    | Clubs          | Títols          |
| ------------- | -------------- | --------------- |
| 09/10 - 10/11 | AZ Alkmaar     | 1 Lliga, 1 Copa |
| 11/12         | SC Telstar     |                 |
| 12/13 - act.  | Ajax Amsterdam | 1 Copa          |